# جوليس ميوريس
جوليس ميوريس (بالفرنسية: Jules Meurisse)‏ هو لاعب كرة قدم لوكسمبورغي، ولد في 3 مايو 1931 في إيش سوغ ألزيت في لوكسمبورغ، وتوفي بنفس المكان في 26 مايو 2018.

## وصلات خارجية
- جوليس ميوريس على موقع قاعدة بيانات كرة القدم.إي يو (الإنجليزية)